# Peter Pan (traghetto)
Il Peter Pan è un traghetto appartenente alla compagnia di navigazione tedesca TT-Line.

## Servizio
Varato l'11 luglio 2022 nel cantiere navale Jinglin Shipyard di Nanjing con il nome di Peter Pan e consegnato il  27 novembre successivo alla TT-Line, salpa il 2 dicembre per la Germania, giungengo il 22 gennaio 2023 a Trelleborg.
Il 31 gennaio 2023 prende servizio nei collegamenti tra Trelleborg, Rostock e Travemünde, dove opera tutt'oggi.
Il 21 dicembre 2023 entra in collisione durante l'evoluzione con il compagno di flotta Nils Dacke a Trelleborg a causa del maltempo. Tuttavia, nessuno dei due traghetti ha riportato danni di rilievo.

## Navi gemelle
- Nils Holgersson